# Liste der Biografien/Tun
Liste der Biografien |
Portal Biografien |
Personensuche
# |
A |
B |
C |
D |
E |
F |
G |
H |
I |
J |
K |
L |
M |
N |
O |
P |
Q |
R |
S |
T |
U |
V |
W |
X |
Y |
Z |
?
 
Ta |
Tc |
Te |
Tf |
Tg |
Th |
Ti |
Tj |
Tk |
Tl |
Tm |
To |
Tq |
Tr |
Ts |
Tu |
Tv |
Tw |
Tx |
Ty |
Tz
 
Tua |
Tub |
Tuc |
Tud |
Tue |
Tuf |
Tug |
Tuh |
Tui |
Tuj |
Tuk |
Tul |
Tum |
Tun |
Tuo |
Tup |
Tuq |
Tur |
Tus |
Tut |
Tuu |
Tuv |
Tuw |
Tux |
Tuy |
Tuz
Die Liste der Biografien führt alle Personen auf, die in der deutschsprachigen Wikipedia einen Artikel haben. Dieses ist eine Teilliste mit 149 Einträgen von Personen, deren Namen mit den Buchstaben „Tun“ beginnt.

## Tun
- Tun Maung Nil (* 1931), birmanischer Gewichtheber
- Tun, Tony Tun (* 1977), puerto-ricanischer Merenguemusiker

### Tuna
- Tuna, Beren (* 1980), deutsch-türkisch-schweizerische Schauspielerin mit Wohnsitz in Zürich
- Tuna, Halil İbrahim (* 1993), türkischer Fußballspieler
- Tuna, Sule (* 1973), deutsche Jazz-, Soul- und Dance-Sängerin
- Tuna, Tamer (* 1976), türkischer Fußballspieler und -trainer
- Tunaboylu, Hakkı (1895–1958), türkischer General
- Tuñacao, Malcolm (* 1978), philippinischer Boxer im Fliegengewicht
- Tunahan, Süleyman Hilmi (1888–1959), islamischer Gelehrter
- Tunaitis, Juozas (1928–2012), litauischer Geistlicher, Weihbischof in Vilnius
- Tunakan, Erdem (* 1967), österreichischer Musiker, Musikproduzent und DJ
- Tunalı, Ebru (* 1993), türkische Badmintonspielerin
- Tunalı, Tuan (* 1990), türkischer Schauspieler
- Tunaoğlu, Yusuf (1946–2000), türkischer Fußballspieler
- Tuñas, Juan (1917–2011), kubanischer Fußballspieler
- Tunay, Aydoğan (* 1945), türkischer Fußballtorhüter, Fußballtrainer

### Tunb
- Tunberg, Karl (1907–1992), US-amerikanischer Drehbuchautor und Filmproduzent
- Tunbjörk, Lars (1956–2015), schwedischer Fotograf

### Tunc
- Tunç, Ayfer (* 1964), türkische Autorin
- Tunc, Eyfer (* 1991), deutsche Politikerin (SPD), Mitglied der Bremischen Bürgerschaft
- Tunç, Ferhat (* 1964), deutscher Musiker und Menschenrechtler kurdischer HerkunftFerhat Tunç (* 1964)

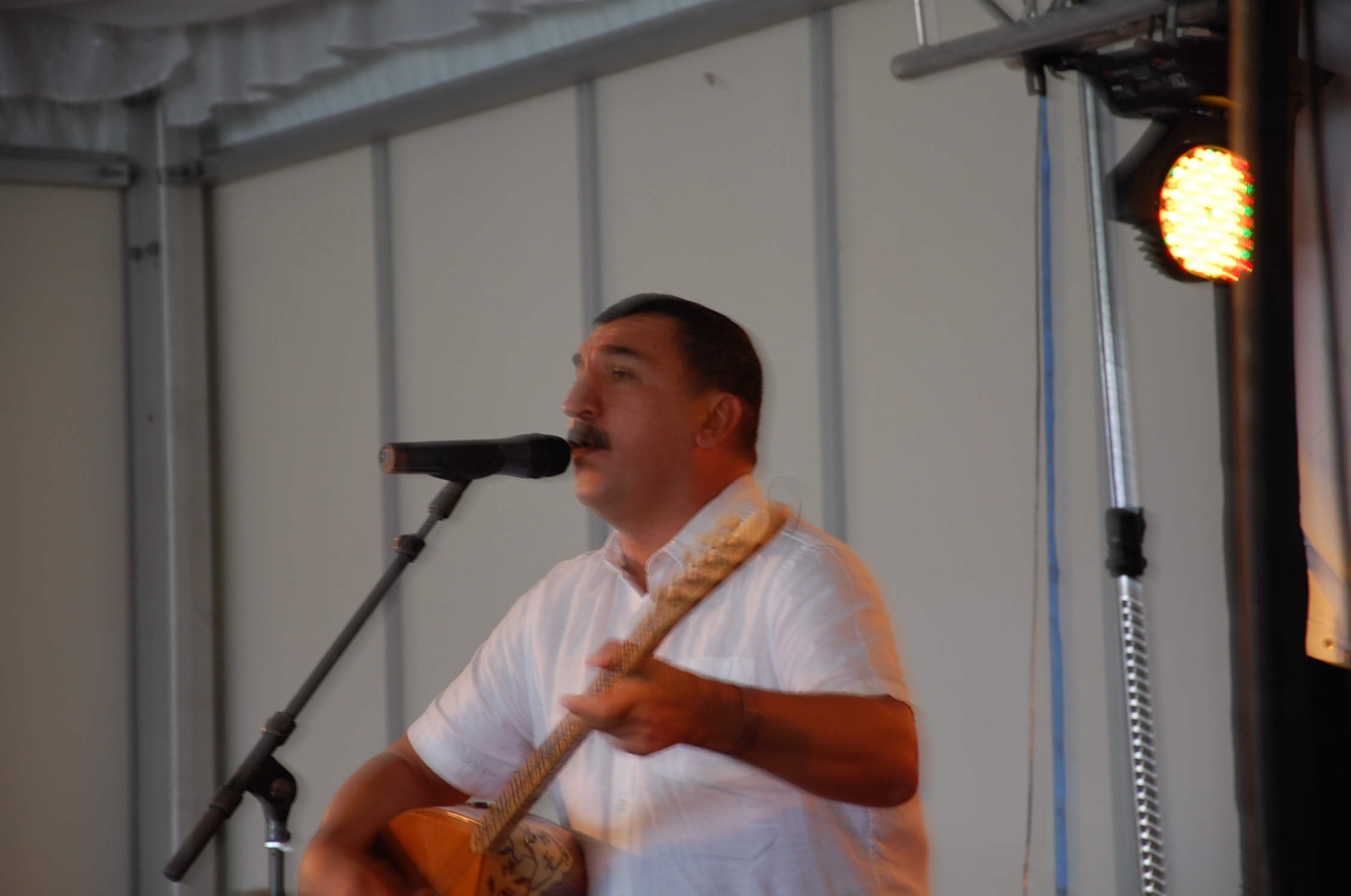
Ferhat Tunç (* 1964)

- Tunc, Irène (1934–1972), französische Schauspielerin
- Tunç, Mehmet Ali (* 1981), türkischer Fußballtorhüter
- Tunç, Mehmet Zeki (* 1996), deutsch-türkischer Fußballspieler
- Tunç, Ömer (* 1990), türkischer Fußballspieler
- Tunç, Onno (1948–1996), türkischer Musiker, Komponist und Arrangeur
- Tunç, Ramazan (* 1975), türkischer Fußballspieler
- Tunc, Sultan (* 1976), deutscher Rapper türkischer Sprache
- Tunç, Taha (* 2001), türkischer Fußballspieler
- Tunç, Yılmaz (* 1971), türkischer Jurist und Politiker
- Tunca, Birand (* 1990), türkischer Schauspieler
- Tuncak, Baskut, türkisch-US-amerikanischer Jurist, Chemiker und Menschenrechtsexperte
- Tunçalp, Talat (1915–2017), türkischer Radrennfahrer
- Tuncat, Levent (* 1988), deutscher Taekwondoin
- Tuncay, Fevzi (* 1977), türkischer Fußballtorhüter
- Tunçbilek, Gündüz (1926–2007), türkischer Botschafter
- Tunçboyacıyan, Arto (* 1957), türkischer Musiker
- Tuncel, Cindi (* 1977), deutscher Politiker (Die Linke), Mitglied der Bremischen Bürgerschaft
- Tuncel, Emrah (* 1987), türkischer Fußballspieler
- Tuncel, Ercan (* 1992), deutscher Boxsportler
- Tuncel, Sebahat (* 1975), kurdische Politikerin, Frauenrechtlerin, ehemalige Krankenschwester und Abgeordnete
- Tuncel, Tanju (1940–2023), türkische Schauspielerin
- Tuncer, Abdulkadir, türkischer Kinderdarsteller
- Tunçer, Ali Han (* 1995), türkischer Fußballspieler
- Tuncer, Engin (* 1950), türkischer Fußballspieler
- Tuncer, Enver (* 1971), deutscher Journalist und Hörfunkmoderator
- Tuncer, Erdal (* 1942), türkischer Fußballspieler
- Tuncer, Fadime (* 1969), deutsche Politikerin (Bündnis 90/Die Grünen), MdL
- Tuncer, Firat (* 1995), türkischer Fußballspieler
- Tuncer, Onur (* 1984), türkischer Fußballspieler
- Tuncer, Yenal (* 1985), türkischer Fußballspieler
- Tunçeri, Kerem (* 1979), türkischer Basketballspieler
- Tunçok, Gülçin (* 1992), türkische Schauspielerin
- Tuncsik, József (* 1949), ungarischer Judoka

### Tund
- Tundama, Kazike und Herrscher über das Gebiet rund um Duitama
- Tunde, Agarawu (* 1969), nigerianischer Badmintonspieler
- Tunder, Franz (1614–1667), deutscher Komponist und Organist
- Tunder, Ralph (* 1966), deutscher Gesundheitsökonom

### Tune
- Tune Hansen, Niels (* 1953), dänischer Fußballspieler
- Tune, Dire (* 1985), äthiopische Langstreckenläuferin
- Tune, Tommy (* 1939), US-amerikanischer Tänzer, Theaterschauspieler und Choreograf
- Tuneboy (* 1975), italienischer Hardstyle-DJ
- Tuneh, Guy (* 1977), israelischer Kontrabassist, Kammermusiker und Kontrabass-Solist
- Tunes, Sara (* 1989), kolumbianische Pop- und Dance-Sängerin
- Tunesi, Adolfo (1887–1964), italienischer Turner
- Túñez, Andrés (* 1987), venezolanisch-spanischer Fußballspieler

### Tung
- Tùng Dương (* 1983), vietnamesischer Sänger
- Tung, Chau Man (* 1972), chinesische Badmintonspielerin (Hongkong)
- Tung, Chee-hwa (* 1937), chinesischer Geschäftsmann und Politiker
- Tung, Ho-Pin (* 1982), chinesisch-niederländischer Automobilrennfahrer
- Tung, Jennifer (* 1973), US-amerikanische Schauspielerin, Filmproduzentin und Stuntfrau
- Tung, Karianne (* 1984), norwegische Politikerin
- Tung, Lola (* 2002), US-amerikanische FernsehschauspielerinLola Tung (* 2002)

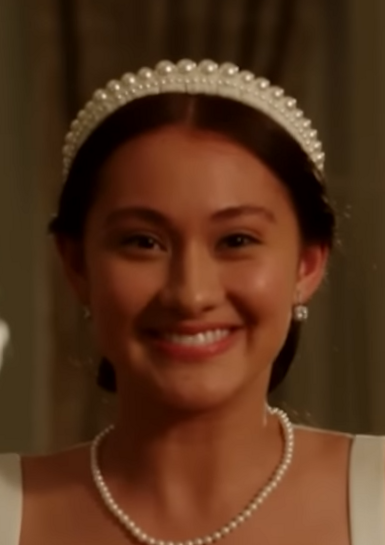
Lola Tung (* 2002)

- Tunga (1952–2016), brasilianischer Bildhauer, Performance-, Installations- und Videokünstler
- Tunga, Steve (* 1997), deutsch-angolanischer Fußballspieler
- Tungal, Leelo (* 1947), estnische Schriftstellerin und Dichterin
- Tungar, Kavita (* 1985), indische Leichtathletin
- Tüngel, Richard (1893–1970), deutscher Architekt, Mitbegründer und Chefredakteur der Wochenzeitung Die Zeit
- Tungeln, Gustav von (1835–1903), deutscher Gutspächter und Politiker, MdR
- Tünger, Augustin (* 1455), erster deutschsprachiger Fazetiendichter
- Tungesvik, Hans Olav (1936–2017), norwegischer Psychiater und Politiker
- Tungevaag, Martin (* 1993), norwegischer DJ und Produzent
- Tungghyschbajew, Jerkebulan (* 1995), kasachischer Fußballspieler
- Tungī Mailefihi, Viliami (1888–1941), Häuptling (High Chief) und Königinnengefährte (Queen Consort) in Tonga
- Tungl, Elfriede (1922–1981), österreichische Bauingenieurin
- Tüngler, Marc (* 1968), deutscher Rechtsanwalt
- Tungpuchayakul, Patima, thailändische Friedensaktivistin
- Tunguskova, Yekaterina (* 1988), usbekische Langstreckenläuferin

### Tuni
- Tunia, Raymond (1916–1983), US-amerikanischer Jazzmusiker und Arrangeur
- Tunica, Christian (1795–1868), deutscher Maler und Daguerreotypist
- Tunica, Hermann (1826–1907), deutscher Maler
- Tunick, Jonathan (* 1938), US-amerikanischer Komponist, Arrangeur und Orchestrierer
- Tunick, Spencer (* 1967), US-amerikanischer Fotograf
- Tunie, Tamara (* 1959), US-amerikanische SchauspielerinTamara Tunie (* 1959)

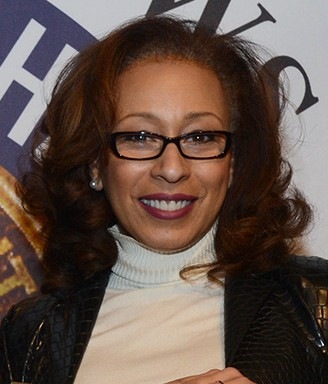
Tamara Tunie (* 1959)

- Tunijew, Boris Sakojewitsch (* 1956), sowjetischer bzw. russischer Herpetologe
- Tunis, Staffan (* 1982), finnischer Ski-Orientierungsläufer
- Tūnisī, Muhammad ibn ʿUmar at- (1789–1857), arabischer Kaufmann und Reisender

### Tunj
- Tunjić, Mijo (* 1988), niederländischer Fußballspieler
- Tunjo, Óscar (* 1996), kolumbianischer Automobilrennfahrer
- Tunjung, Gregoria Mariska (* 1999), indonesische Badmintonspielerin

### Tunk
- Tunkara, Billay G. (* 1988), gambischer Politiker
- Tunkel, Rudolf (* 1898), deutscher Politiker (KPD), MdL
- Tunks, Florence (1891–1985), britische Suffragette
- Tunks, Jason (* 1975), kanadischer Diskuswerfer
- Tunks, Julia (* 2006), kanadische Leichtathletin
- Tunks, Lieja (* 1976), kanadisch-niederländische Leichtathletin

### Tunm
- Tunmer, Guy (1948–1999), südafrikanischer Autorennfahrer

### Tunn
- Tunn, Susanne (* 1958), deutsche Bildhauerin
- Tunnat, Frederik D. (* 1953), deutscher Schriftsteller und Biograf
- Tunnat, Hans (1920–1994), deutscher Verwaltungsleiter Ministerium des Innern der DDR
- Tunnat, Heinrich (1913–1999), deutscher SS-Untersturmführer des Einsatzkommandos 9 der Einsatzgruppe B
- Tunnell, Ebe W. (1844–1917), US-amerikanischer Politiker
- Tunnell, Emlen (1925–1975), US-amerikanischer American-Football-Spieler
- Tunnell, James M. (1879–1957), US-amerikanischer Politiker
- Tunnell, Jerrold (1950–2022), US-amerikanischer Mathematiker
- Tünnemann, Harold (* 1943), deutscher Sportwissenschaftler und Ringerfunktionär
- Tunner, Hermann (1913–1985), österreichischer Diskuswerfer, Kugelstoßer, Weitspringer und Zehnkämpfer
- Tunner, Joseph (1792–1877), österreichischer Historien- und Porträtmaler
- Tunner, Peter (1809–1897), österreichischer Bergbaupionier und Politiker, Landtagsabgeordneter
- Tunner, Peter der Ältere (1786–1844), steirischer Bergbaupionier
- Tunner, William H. (1906–1983), US-amerikanischer Generalleutnant
- Tünnermann Bernheim, Carlos (1933–2024), nicaraguanischer Schriftsteller, Essayist, Jurist, Politiker und Diplomat
- Tünnermann, Andreas (* 1963), deutscher Physiker und Mikrosystemtechniker
- Tünnermann, August (1896–1982), deutscher Politiker (KPD), MdL
- Tunney, Gene (1897–1978), US-amerikanischer Boxer und Schwergewichts-Weltmeister
- Tunney, Jim (1923–2002), irischer Politiker
- Tunney, Jim (1929–2024), US-amerikanischer Schiedsrichter im American Football
- Tunney, John V. (1934–2018), US-amerikanischer Politiker
- Tunney, Robin (* 1972), US-amerikanisch-irische SchauspielerinRobin Tunney (* 1972)

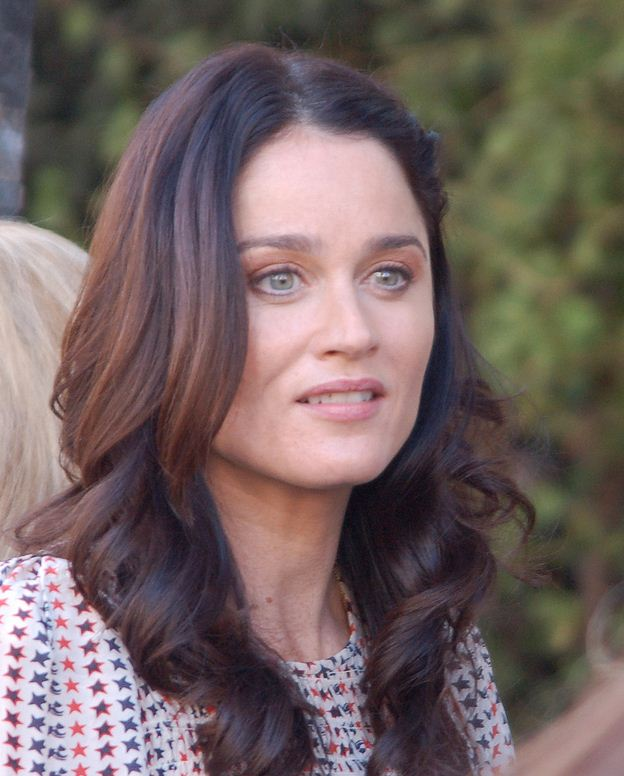
Robin Tunney (* 1972)

- Tunnicliffe, Anna (* 1982), US-amerikanische Seglerin
- Tunnicliffe, Denis, Baron Tunnicliffe (* 1943), britischer Politiker, Pilot und Manager
- Tunnicliffe, Geoff (* 1947), US-amerikanischer evangelikaler Leiter
- Tunnicliffe, William W. (1922–1996), US-amerikanischer Informatiker, „markup-language“-Gründer

### Tuno
- Tuñón de Lara, Manuel (1915–1997), spanischer Historiker
- Tuñón, Emilio (* 1959), spanischer Architekt

### Tuns
- Tüns, Marion (* 1946), deutsche Politikerin (SPD), erste Oberbürgermeisterin von Münster
- Tünschel, Gustav (1866–1952), deutscher Schutztruppler und Maurer in Deutsch-Südwestafrika
- Tunsil, Laremy (* 1994), US-amerikanischer American-Football-Spieler
- Tunstall, Cuthbert (1474–1559), englischer Bischof von Durham
- Tunstall, Eric (1950–2020), englischer Fußballspieler
- Tunstall, KT (* 1975), schottische Sängerin und SongwriterinKT Tunstall (* 1975)

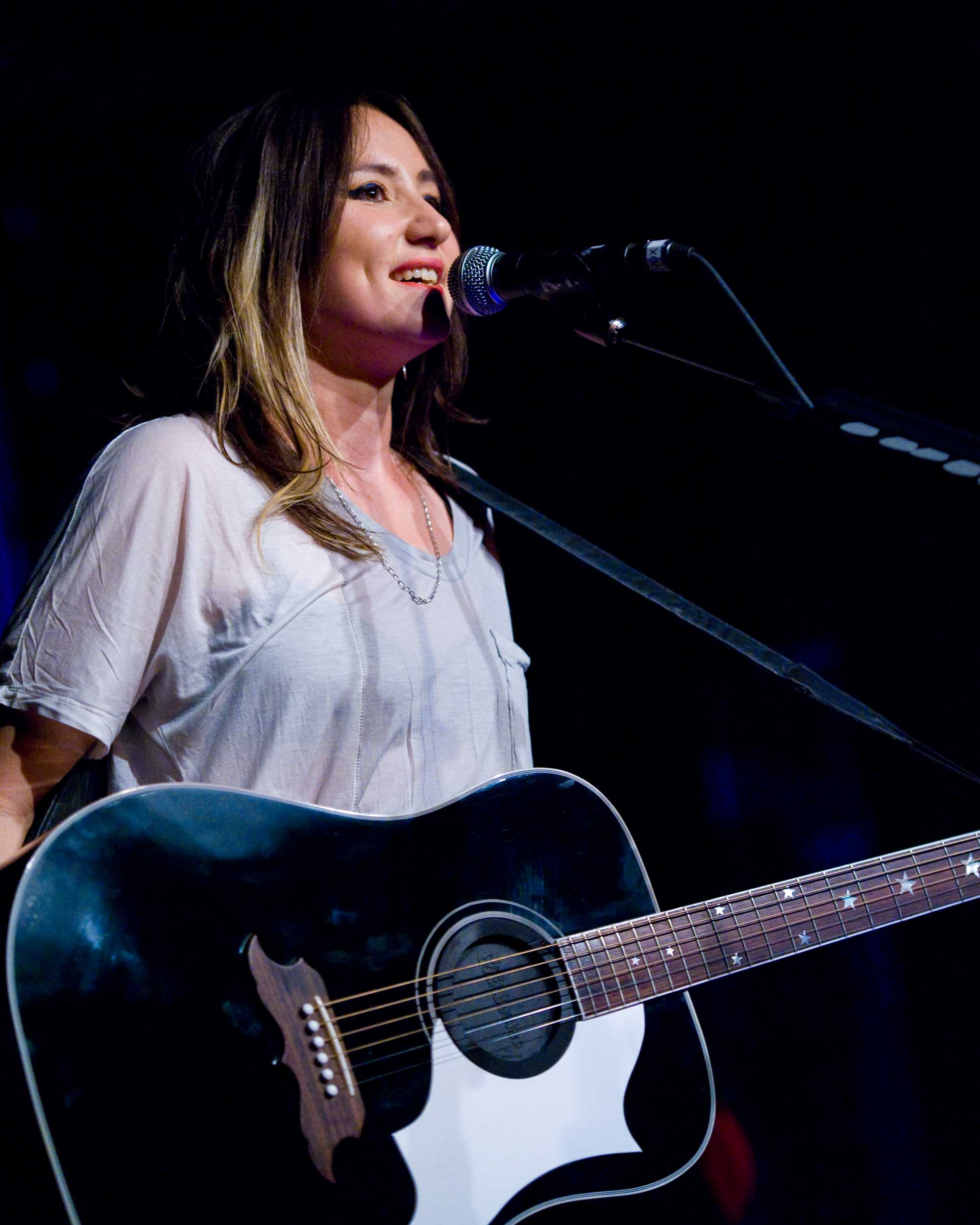
KT Tunstall (* 1975)

- Tunstall, Marmaduke (1743–1790), englischer Ornithologe und Sammler
- Tunstall, Richard († 1491), englischer Ritter
- Tunström, Göran (1937–2000), schwedischer Schriftsteller

### Tunt
- Tuntivate, Kieran (* 1997), thailändischer Langstreckenläufer US-amerikanischer Herkunft
- Tuntke, William H. (1906–1997), US-amerikanischer Artdirector
- Tunturi, Julia (* 1996), finnische Fußballspielerin

### Tuny
- Tunyzka, Julianna (* 2003), ukrainische Rennrodlerin

### Tunz
- Tunzi, Zozibini (* 1993), südafrikanische Schönheitskönigin und Miss Universe 2019